# Tagbogen

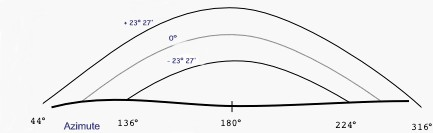
Variationsbreite der Tagbögen der Sonne im nördlichen Mitteleuropa (für 56° N Breite, etwa Kopenhagen)

Als Tagbogen, seltener auch Tagesbogen, wird in der Astronomie jener Teil der scheinbaren Bahn eines Gestirns bezeichnet, der für einen bestimmten (geographischen) Ort und ein gewisses Datum berechnet über dem mathematischen Horizont liegt. Seine Länge entspricht damit idealisiert der Zeitspanne zwischen Aufgang und Untergang eines Gestirns – jedoch ohne die astronomische Refraktion zu berücksichtigen, weshalb die tatsächliche Dauer einige Minuten länger ist. Der unterhalb des Horizonts liegende Abschnitt, den ein Gestirn jeweils zwischen Untergang und Aufgang durchläuft, wird entsprechend Nachtbogen genannt.
Der „wahre Tagbogen“ zieht darüber hinaus die jeweiligen topographischen Verhältnisse in Betracht, also die Höhe des Standorts und den Verlauf des Landschaftshorizonts bzw. auf dem Meer die Kimmtiefe.
Da die scheinbare Stern- oder Sonnenbahn im Meridian ihren Höchststand erreicht und symmetrisch ist, rechnet man in der Astronomie meist mit dem halben Tagbogen, nachfolgend mit T bezeichnet. Der Tagbogen hängt ab von der geographischen Breite B des Standortes sowie von der Deklination D des Gestirns und lässt sich mit Formeln der sphärischen Trigonometrie abschätzen:
{\displaystyle \cos T=-\tan B\cdot \tan D}
Wenn B oder D = 0, ergibt sich cos T = 0 und somit T = 90°, was 6 Stunden entspricht. Am Äquator ist daher der Tagbogen (2T) für alle Gestirne, auch die Sonne, genau 12 Stunden. An den Polen ist er dagegen 24 Stunden oder 0 Stunden, denn Auf- und Untergänge sind hier formal nicht definiert.

Variation des Tagbogens der Sonne in Mitteleuropa (berechnet für 52° N, etwa Rotterdam)

In nördlichen mittleren Breiten variieren die Tagbögen der Sonne im Jahreslauf ungefähr zwischen 8 Stunden (um die Wintersonnenwende: Dezember/ Januar) und 16 Stunden (um die Sommersonnenwende: Juni/Juli), und dementsprechend die Tageslänge. Zum Datum der Tag-Nacht-Gleiche hat der Tagesbogen 12 Stunden, dann beträgt die Differenz zwischen dem Azimut des Sonnenaufgangs exakt im Osten und dem des Sonnenuntergangs exakt im Westen genau 180°.
Die zirkumpolaren Sterne nahe den Himmelspolen (D > 90° − B) sind das ganze Jahr über dem Horizont, ihr Tagbogen ist daher 24 Stunden – unbeschadet der Tatsache, dass sie tagsüber von der Sonne überstrahlt werden.